# Sclerodermus domesticus
L'amico degli antiquari (Sclerodermus domesticus Klug, 1809) è una piccola specie d'insetto dell'ordine degli imenotteri, appartenente alla famiglia dei betilidi. 

## Descrizione

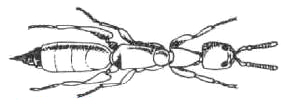
Illustrazione

Si tratta di una specie parassitoide, che si nutre principalmente di larve del tarlo del legno (Anobium punctatum), non disdegnando quelle di altri coleotteri (come Stegobium paniceum, Lasioderma serricorne, Oligomerus ptilinoides, Oligomerus brunneus, Hylotrupes bajulus e Nicobium castaneum) o anche lepidotteri.
Il maschio è alato e privo di pungiglione, ma appare raramente; la femmina può essere lunga 2-5 mm, è aculeata e attera, di colore marrone-nero e simile nell'aspetto ad una formica. La femmina si introduce nei cunicoli scavati dalle sue prede, che paralizza con il suo pungiglione e su cui depone le uova; una volta schiuse, le larve si nutriranno della vittima. Il pungiglione, come negli altri imenotteri, è posto nella parte posteriore del corpo e deriva dall'ovopositore modificato comunicante con una ghiandola velenifera.

### Rapporto con l'uomo
Questo insetto si nutre delle larve di altri insetti dannosi per l'uomo, in particolare il tarlo del legno, una caratteristica a cui deve il suo nome comune di "amico degli antiquari". 
Occasionalmente può pungere anche l'uomo, sia di giorno, sia di notte. La puntura è molto dolorosa, e può causare pomfi o papule pruriginose, malessere generale, febbre e, in certi casi, gravi dermatiti. Un solo esemplare può infliggere anche decine di punture, e gli effetti durano a lungo, fino a due settimane. Le lesioni sono talvolta confuse con quelle provocate da Pyemotes ventricosus, una specie di acaro dalle abitudini simili (le due specie possono talvolta essere presenti contemporaneamente). 
Oltre ai danni sanitari, a S. domesticus vengono attribuiti anche danni economici (per il costo della disinfestazione) e psicologici (legati all'ansia che le persone colpite da questo insetto sconosciuto e "invisibile" sviluppano nei suoi confronti). Uno dei metodi per eliminare Sclerodermus domesticus è di risolvere l'infestazione da tarli del legno, trattando i manufatti lignei con le microonde oppure, se si tratta di mobili, ricorrendo ad interventi in atmosfera modificata.

## Distribuzione e habitat
La specie è cosmopolita, ma predilige i climi temperati; la sua diffusione è attestata, oltre che in Italia, anche in Francia, Germania, isole britanniche e Vicino Oriente.
Si trova principalmente dentro casa, negli stessi ambienti frequentati dalle sue prede, ossia mobilio e arredi in legno antichi, vecchi materassi e imbottiture di crine o lana; all'esterno può anche essere trovato in vecchi tronchi o alberi secchi.